# Die drei Raben (Volkslied)

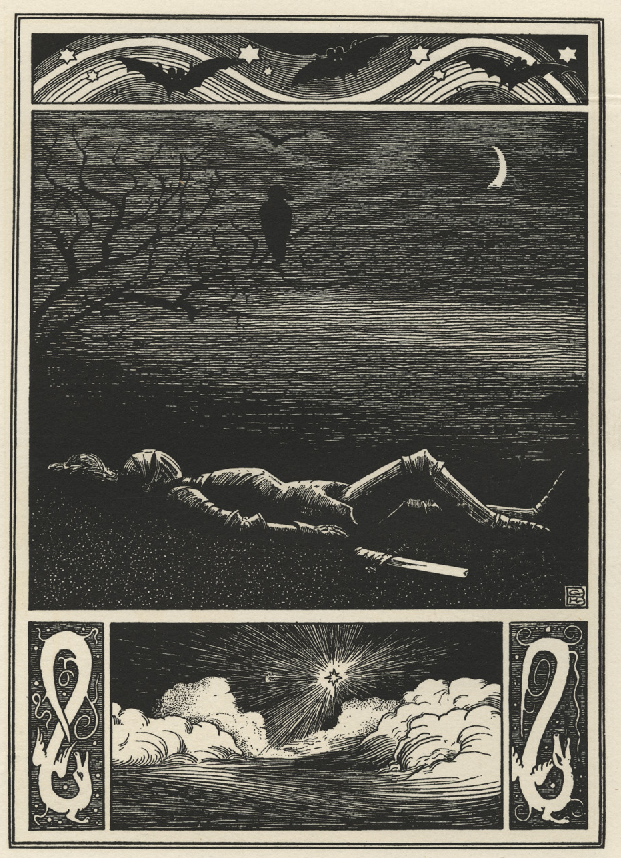
G. Howell-Baker, the twa corbies

Die drei Raben (The three Ravens) ist ein englisches Volkslied (Child Ballads 26, Roud Folk Song Index 5). Die schottische Version („The Twa Corbies“) kommt mit zwei Raben aus, die aber erfolgreicher sind als ihre englischen Artgenossen.
Das Lied wurde durch Theodor Fontane ins Deutsche übertragen.
Es wurde unter anderem von den Corries gesungen.
Das Lied wurde unter anderem durch Robert Bateman illustriert, das Gemälde ist auch unter dem Titel „The Dead Knight“ bekannt.